# Moara Domnească, Ilfov
Moara Domnească este un sat în comuna Găneasa din județul Ilfov, Muntenia, România. Se află la 15 km de București, capitala României. Localitatea Moara Domnească avea, la recensământul din 2011, 662 de locuitori. Satul Moara Domnească este amplasat de-a lungul râului Pasărea, iar la o distanță de 1,5 km se află o particică din padurea ce cândva constituia Codrii Vlăsiei. Satul Moara Domnească, împreuna cu alte 4 sate, constituie comuna Găneasa, comună ce a purtat până în 1950 denumirea de Moara Domnească, avându-și reședința în acest sat.
Moara-Domnească, sat, facând parte din com. rur. cu același nume, pl. Dâmbovița, jud. Ilfov. Este situat la V. de Găneasa, pe malul stâng al văii Pasărea.
Se întinde pe o suprafață de1480 hect., cu o populate de 187 locuitori.  D-l Kotzebue are 1350 hect. și locuitorii, 130 hect. Proprietarul cultivă 900 hect. (45 izlaz, 5 vie, 400 pădure). Locuitorii cultivă tot terenul.
Are o biserică, cu hramul Sf. Nicolae ; o scoală mixtă ; 1 mașină de treerat cu aburi; 1 heleșteu; 1 pod stătător.
Comerțul se face de 1 hangiu. Numărul vitelor mari e de 1 14 și al celor mici, de 415.
^ Lahovari, George Ioan (1901). „Moara Domnească, com. rur.” . Marele Dicționar Geografic al României. 4. București: Stab. grafic J. V. Socecu. p. 371.